# مشية (نبات)
المَشيَّة هو جنس من النباتات في الفصيلة الجريسية. تحتوي ثلاثة أنواع معروفة جميعها مستوطنة في أرخبيل مَديرة في شرق شمال المحيط الأطلسي.